# مير (شرناق)

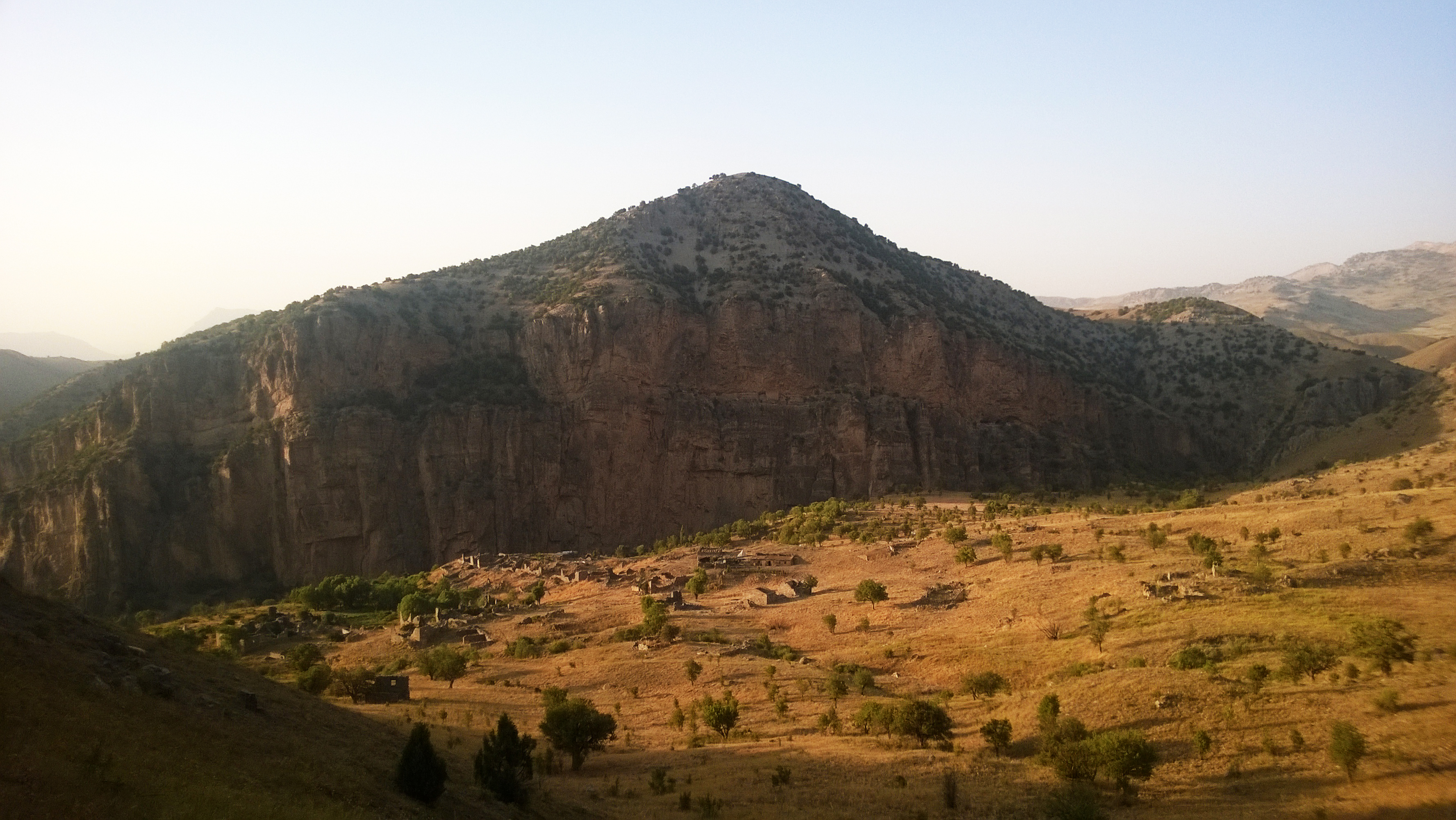
صورة بانورامية للقرية الآشورية مير.

مير (بالآراميَّة: ܡܥܪ، بالتركية: Kovankaya) هي قرية آشورية مسيحية تقع في قضاء بيت الشباب (شرناق) في محافظة شرناق في تركيا. وهي واحدة من القرى الآشورية القليلة المتبقية داخل محافظة شرناق. في اللغة الآرامية تُترجم «مير» إلى «بناء».
مير هي واحدة من أقدم القرى في المنطقة وتشكل جزءًا من منطقة هكاري التاريخية. تم التخلي عن القرية خلال القرن العشرين نتيجة للصراع الكردي التركي. وتمت إعادة توطين القرية في عام 2011. وفي يناير عام 2020 أختفى زوجان آشوريان وهما هموز دريل وزوجته سيموني دريل من أتباع الكنيسة الكلدانية الكاثوليكية.